# Frank Hoste
Frank Hoste (Gante, 29 de agosto de 1955), ciclista belga profesional entre 1977 y 1991. Sus mayores éxitos deportivos los logró en el Tour de Francia al obtener un total de 5 victorias de etapa en las distintas ediciones en las que participó y, en una ocasión, la clasificación por puntos. También obtuvo 2 victorias de etapa en el Giro de Italia. 

## Palmarés
| 1978 - G.P. de Denain 1981 - A través de Flandes 1982 - Campeonato de Bélgica de ciclismo en ruta - Gante-Wevelgem - Cuatro días de Dunkerque - 1 etapa en el Tour de Francia 1983 - 1 etapa en el Giro de Italia - 2 etapas en la Vuelta a Andalucía - 3 etapas en la Vuelta a Suiza | 1984 - 3 etapas del Tour de Francia, más la clasificación por puntos - Gran Premio de Valonia - Hasselt-Spa-Hasselt - 3.º en el Campeonato de Bélgica en Ruta 1985 - 1 etapa del Giro de Italia - 1 etapa de la Vuelta a Andalucía 1986 - 1 etapa en el Tour de Francia - 1 etapa en la Volta a Cataluña - GP Kanton Aargau |

## Resultados

### Grandes Vueltas
| Carrera | Carrera         | 1977 | 1978 | 1979 | 1980 | 1981 | 1982 | 1983  | 1984  | 1985  | 1986  | 1987  | 1988  | 1989  | 1990 | 1991 |
| ------- | --------------- | ---- | ---- | ---- | ---- | ---- | ---- | ----- | ----- | ----- | ----- | ----- | ----- | ----- | ---- | ---- |
|         | Giro de Italia  | —    | —    | —    | —    | —    | —    | 114.º | —     | 117.º | 136.º | 119.º | —     | 125.º | —    | —    |
|         | Tour de Francia | —    | —    | —    | Ab.  | 95.º | Ab.  | —     | 100.º | —     | 116.º | Ab.   | 124.º | Ab.   | —    | —    |
|         | Vuelta a España | —    | —    | —    | —    | —    | —    | —     | —     | —     | —     | —     | —     | —     | —    | —    |

### Clásicas, Campeonatos y JJ. OO.
| Carrera                | Carrera                | 1977 | 1978 | 1979 | 1980 | 1981 | 1982 | 1983 | 1984 | 1985 | 1986 | 1987  | 1988 | 1989  | 1990 | 1991 |
| ---------------------- | ---------------------- | ---- | ---- | ---- | ---- | ---- | ---- | ---- | ---- | ---- | ---- | ----- | ---- | ----- | ---- | ---- |
| Omloop Het Nieuwsblad  | Omloop Het Nieuwsblad  | —    | —    | 3.º  | —    | 4.º  | 54.º | 13.º | —    | —    | —    | —     | —    | 43.º  | —    | —    |
| Kuurne-Bruselas-Kuurne | Kuurne-Bruselas-Kuurne | —    | —    | —    | —    | —    | —    | —    | —    | —    | —    | 35.º  | —    | —     | —    | —    |
|                        | Milan San Remo         | —    | —    | —    | 22.º | —    | —    | —    | 39.º | —    | —    | 143.º | —    | —     | —    | —    |
| A Través de Flandes    | A Través de Flandes    | —    | 2.º  | 6.º  | 27.º | 1.º  | 4.º  | —    | —    | —    | —    | —     | —    | —     | —    | —    |
| E3 Harelbeke           | E3 Harelbeke           | —    | —    | 2.º  | —    | 11.º | —    | —    | 13.º | —    | —    | —     | —    | —     | —    | 49.º |
| Gante-Wevelgem         | Gante-Wevelgem         | —    | —    | 19.º | 42.º | 25.º | 1.º  | 3.º  | —    | —    | —    | —     | 20.º | 46.º  | 44.º | 71.º |
|                        | Tour de Flandes        | —    | —    | —    | 14.º | —    | 46.º | 24.º | 28.º | —    | —    | —     | 39.º | —     | —    | —    |
| Scheldeprijs           | Scheldeprijs           | 7.º  | —    | 2.º  | —    | 10.º | —    | 3.º  | —    | —    | —    | —     | 56.º | 2.º   | 13.º | —    |
|                        | París-Roubaix          | —    | —    | —    | 21.º | 11.º | 30.º | 8.º  | —    | —    | 14.º | 28.º  | 22.º | —     | —    | —    |
| Amstel Gold Race       | Amstel Gold Race       | —    | —    | —    | —    | —    | —    | —    | —    | —    | 11.º | —     | 68.º | 103.º | —    | —    |
|                        | Lieja-Bastoña-Lieja    | —    | —    | 34.º | —    | —    | —    | —    | —    | —    | —    | —     | 60.º | —     | —    | —    |
| Campeonato de Zúrich   | Campeonato de Zúrich   | —    | —    | 11.º | —    | —    | —    | 5.º  | —    | 15.º | —    | —     | —    | —     | —    | —    |
| París-Tours            | París-Tours            | 69.º | —    | —    | —    | 98.º | —    | 13.º | —    | —    | 9.º  | —     | 18.º | 23.º  | —    | —    |
| Mundial en Ruta        | Mundial en Ruta        | —    | —    | —    | —    | —    | 25.º | Ab.  | Ab.  | —    | —    | —     | —    | —     | —    | —    |
| Bélgica en Ruta        | Bélgica en Ruta        | —    | —    | 12.º | —    | 7.º  | 1.º  | —    | 3.º  | —    | 45.º | —     | 56.º | 63.º  | —    | —    |